# Sigibert II.
Sigibert II. ali Sigisberg II. je bil nezakonski sin Ermenberge in kralja Teoderika II., po katerem je leta 613 nasledil kraljestvi Burgundija in Avstrazija, * 602, † 613.
Bil je pod močnim vplivom svoje stare matere in regentke Brunhilde. 
Dvorni majordom Avstrazije Varnahar ga je po očetovi smrti privedel pred frankovsko narodno skupščino, na kateri  ga je plemstvo priznalo za kralja obeh očetovih  kraljestev. Ko je kraljestvi napadel Klotar II. Nevstrijski, sta ga  majordoma Varnahar in Rado izdala in prestopila na Klotajevo stran. Klotarja sta razglasila za Sigibertovega zakonitega regenta in varuha in ukazala vojski, naj se ne upira Nevstrijcem. 
Brunhildina in Sigibertova vojska je pri Aisneu naletela na Klotarjevo vojsko.  Sigiberta so tam izdali še patricij Aletej, vojvoda  Rocco in vojvoda Sigvald in dezertirali  k nasprotniku. Brunhilda in Sigibert sta pobegnila, vendar so ju pri Neuchâtelskem jezeru ujeli Klotarjevi možje. Brunhildo, Sigiberta in njegovega mlajšega brata Korba so na Klotarjev ukaz usmrtili. Avstrazija in Burgundija  sta se združili z Nevstrijo in Klotar je postal edini vladar vseh Frankov. 

## Vir
- Martina Hartmann. Die Merowinger. C. H Beck, München 2012, ISBN 978-3-406-63307-2, str. 40–41.

| Sigibert II. Merovinška dinastijaRojen: 601 Umrl: 613 |                                    |                       |
| Predhodnik: Teoderik II.                              | Kralj Avstrazije in Burgundije 613 | Naslednik: Klotar II. |